# Rhabdadenia
Rhabdadenia é um género botânico pertencente à família Apocynaceae.